# Colobaea nigroaristata
Colobaea nigroaristata är en tvåvingeart som beskrevs av Rudolf Rozkošný 1984.
Colobaea nigroaristata ingår i släktet Colobaea och familjen kärrflugor. Artens utbredningsområde är Sverige. Arten är reproducerande i Sverige. Inga underarter finns listade i Catalogue of Life.